# Raajakumara
Raajakumara (dịch hoàng tử) là phim hành động Ấn Độ năm 2017 do Santhosh Ananddram kiêm biên kịch và đạo diễn, Vijay Kiragandur sản xuất phim dưới thương hiệu của Hombale Films. Bô phim có hai diễn viên chính là Puneeth Rajkumar và Priya Anand. Trong khi đó, bộ phim cũng có vai diễn của các diễn viên Ananth Nag, Sarath Kumar, Prakash Raj, Chikkanna, Avinash trong những vai trò quan trọng. V. Harikrishna biên soạn âm nhạc. Bộ phim được phát hành vào ngày 24 tháng 3 năm 2017, và nhận được nhiều đánh giá tích cực từ giới phê bình vì rất thành công trong phòng vé.
Bộ phim đã trở thành bộ phim Kannada đầu tiên hoàn thành 6000 suất chiếu trong nhiều rạp trong vòng sáu tuần kể từ khi phát hành. Bộ phim cũng hoàn thành 7577 suất chiếu trong nhiều rạp trong vòng 87 ngày. 
Bộ phim được chiếu hơn 100 ngày trong rạp và 45–50 trung tâm trải dài ở Karnataka. Doanh thu phòng vé của bộ phim được báo cáo là từ 80 đến 87 karor. Bộ phim cũng nhận được nhiều sự đánh giá tích cực từ các giới phê bình và cũng như toàn bộ các khía cạnh của bộ phim.

## Cốt truyện
Siddharth (Puneeth Rajkumar) là con trai nuôi của một cặp đôi giàu có là Ashok (Sarathkumar) và Sujatha (Vijayalakshmi Singh) sống một cuộc sống hạnh phúc ở Melbourne, kế nghiệp sự nghiệp của cha và đấu tranh vì danh dự của tổ quốc, Anh là một người tốt bụng, anh luôn giúp những người mà họ cần giúp đỡ. Anh yêu cô gái Nandini (Priya Anand), là một giáo viên dạy nhảy Salsa. Cuộc sống bi kịch sau đó ập tới Siddharth, anh mất gia đình trong một vụ tai nạn máy bay và trở về Ấn Độ.
Cha của Nandini là (Avinash), ông biết cha của anh bị ghét bởi mọi người vì sự thất bại trong việc giới thiệu loại thuốc chữa bại liệt cho người dân nghèo do kế hoạch của Jagannath (Prakash Raj), một vị thủ tướng lừa lọc. Siddharth chắm sóc những người già tuổi và giải quyết các vấn đề của họ. Một trong số họ là Vishwa Joshi (Anant Nag), là cha của Jagannath và ông giúp Siddharth đánh bại đứa con ma quỷ của mình.
Jagannath quyết định lất đổ kế hoạch của anh, thậm chí muốn tay sai giết luôn cha mình. Cuối cùng, tuy nhiên Jagannath có sự thay đổi, cứu lấy cha ông và tự nộp mình cho cảnh sát, tất cả những người già sau đó đoàn tụ với con cháu của họ.

## Diễn viên
- Puneeth Rajkumar trong vai Siddharth aka Appu, con trai nuôi của Ashok và Sujatha
- Priya Anand trong vai Nandini, một giáo viên dạy nhảy Salsa, người yêu của Siddharth và là fiancèe
- Ananth Nag trong vai Vishwa Joshi, cha của Jagannath
- Sarath Kumar trong vai Ashok, cha nuôi của Siddharth
- Prakash Raj[8] trong vai Jagannath, vị thủ tướng ma quỷ
- Chikkanna trong vai Chikka, đầu bếp của Ashram
- Sadhu Kokila trong vai Anthony Gonsalves, hướng dẫn viên tại Goa
- Achyuth Kumar trong vai Krishna, lãnh đạo của Ashram
- Honnavalli Krishna trong vai Muniyappa
- Bhargavi Narayan trong vai Puttamma
- Chitra Shenoy trong vai Gayathri
- Anil trong vai Suri, trợ lý của Jagannath
- Vijayalakshmi Singh trong vai Sujatha, mẹ nuôi của Siddharth
- Rangayana Raghu trong vai Venky, chú của Siddharth, người luôn thích sự vui vẻ
- Dattanna trong vai Mohammad Rafi
- Avinash trong vai Jagadeesh, cha của Nandini
- Ashok trong vai Murthy
- Dany Kuttappa trong vai Financier
- M P Venkatarao
- Aruna Balaraj
- Rockline Sudhakar
- Ravi Hegde
- Sundar Raj
- Goutham Karanth Assistant Director

## Sản xuất

### Phát triển
Vào tháng 3 năm 2016, một báo cáo rằng Đạo diễn Santhosh Ananddram và Puneeth Rajkumar sẽ hợp tác với nhau lần đầu tiên. V. Harikrishna được chọn để biên soạn âm nhạc cho bộ phim. Bộ phim được mong chờ nhất bởi vì sự thành công trong marketing. 
"Rajakumara là tác phẩm khác biệt khi nó thể hiện chân dung hai câu chuyện khác nhau & hai câu chuyện được kết nối qua nhân vật Appu", Santhosh phát biểu. Bộ phim tốn 1 năm để hoàn thành công việc trước sản xuất, như lựa chọn phân cảnh và diễn viên.

### Tuyển diễn viên
Priya Anand được chọn để làm nữ diễn viên cũng như lần đầu debut của cô ở Kannada cinema, hợp tác với Puneeth Rajkumar. Bộ phim cũng có các diễn viên khác như Ananth Nag, Prakash Raj, Sarath Kumar, Achyuth Rao, Chikkanna, Datthanna, Sadhu Kokila, Rangayana Raghu và một số diễn viên khác.

### Quay phim
Bộ phim được bấm máy vào ngày 22 tháng 4 năm 2016. Lịch trình đầu tiên được quay tại Úc ở các cãnh như Brisbane, Gold Coast, Sydney & Melbourne, sau đó các cảnh còn lại được quay tại Bengaluru, Chennai, Mysore, Goa, Kashi & Malaysia. Để đánh dấu bộ phim tiếp theo của anh, Raajakumara phát hành đầu tiên vào ngày 17 tháng 3 — tại sinh nhật thứ 41 của diễn viên.

## Soundtrack
V. Harikrishna biên soạn album soundtrack và nhạc nền cho bộ phim. Album đầy đủ được phát hành vào ngày 6 tháng 3 năm 2017. Bài hát"Bombe Helutaithe"có giai điệu của bài hát"Aadisi Nodi Beelisi Nodu"từ bộ phim Kasturi Nivasa.
| STT | Nhan đề                  | Phổ lời            | Ca sĩ                        | Thời lượng |
| --- | ------------------------ | ------------------ | ---------------------------- | ---------- |
| 1.  | "Yarivanu Kannadadavanu" | Santhosh Ananddram | Shashank Sheshagiri          | 4:03       |
| 2.  | "Yaakingagidhe"          | Yogaraj Bhat       | Puneeth Rajkumar             | 3:55       |
| 3.  | "Bombe Helutaithe"       | Santhosh Ananddram | Vijay Prakash                | 4:47       |
| 4.  | "Appu Dance"             | Santhosh Ananddram | Santhosh Venky, Priya Himesh | 4:12       |
| 5.  | "Saagaradha"             | Ghouse Peer        | Sonu Nigam                   | 4:34       |

## Doanh thu
Bộ phim được phát hành trên 350 rạp xuyên suốt Karnataka, thu về ₹77.6–80 karor, và trở thành phim có doanh thu cao nhất ở công nghiệp phim Kannada lúc đó, phá vỡ kỷ lục của bộ phim Mungaru Male, và cho tới khi phát hành K.G.F: Chapter 1
Cuối cùng bộ phim thu về gần khoảng 85 karor bao gồm doanh thu ở nước ngoài.

## Giải thưởng
- 2018: Zee Kannada Hemmeya Kannadiga Award cho Nam diễn viên hay nhất - Puneeth Rajkumar
- 2018: Zee Kannada Hemmeya Nirdeshaka Award (Đạo diễn danh dự của Karnataka) - Santhosh Ananddram
- 2018: Zee Kannada Hemmeya Chalanachitra Award
- 2018: Love Lavike Readers Choice Award Nam diễn viên hay nhất - Puneeth Rajkumar
- 2018: 65th Jio Filmfare Awards South 2018 - Nam diễn viên hay nhất - Puneeth Rajkumar